# Chamyris sirius
Chamyris sirius är en fjärilsart som beskrevs av Barnes och Mcdunnough 1918. Chamyris sirius ingår i släktet Chamyris och familjen nattflyn. Inga underarter finns listade i Catalogue of Life.